# Hans-Jürgen Lichtenberg
Hans-Jürgen Lichtenberg (* 19. Januar 1940 in Essen; † 30. April 2025) war ein deutscher Politiker und Landtagsabgeordneter (CDU, danach fraktionslos).

## Leben und Beruf
Nach dem Schulbesuch mit dem Abschluss Abitur studierte er an der Universität zu Köln Geschichte und Politische Wissenschaften und promovierte 1977 zum Dr. phil. mit der Arbeit Sicherung der Freiheit: Die Haltung der CDU, CSU zum Soldatentum und ihre Sicherheits- und Wehrpolitik in den Jahren 1945 - 1952. Von 1962 bis 1980 war er Offizier bei der Bundeswehr, zuletzt als Major.
Mitglied der CDU war er ab 1959 bis zu seinem Austritt am 10. Dezember 1993.

## Abgeordneter
Vom 29. Mai 1980 bis zum 31. Mai 1995 war Lichtenberg Mitglied des Landtags des Landes Nordrhein-Westfalen. Er wurde jeweils über die Landesliste der CDU gewählt.
Dem Stadtrat der Stadt Wuppertal gehörte er von 1975 bis 1994 an.